# Canton de Condé-sur-Vire
Le canton de Condé-sur-Vire est une circonscription électorale française du département de la Manche créée par le décret du 28 février 2014 et entrée en vigueur lors des premières élections départementales suivant la publication du décret.

## Histoire
Un nouveau découpage territorial de la Manche (département) entre en vigueur à l'occasion des élections départementales de 2015. Il est défini par le décret du 25 février 2014, en application des lois du 17 mai 2013 (loi organique 2013-402 et loi 2013-403). Les conseillers départementaux sont, à compter de ces élections, élus au scrutin majoritaire binominal mixte. Les électeurs de chaque canton élisent au Conseil départemental, nouvelle appellation du Conseil général, deux membres de sexe différent, qui se présentent en binôme de candidats. Les conseillers départementaux sont élus pour 6 ans au scrutin binominal majoritaire à deux tours, l'accès au second tour nécessitant 12,5 % des inscrits au 1er tour. En outre la totalité des conseillers départementaux est renouvelée. Ce nouveau mode de scrutin nécessite un redécoupage des cantons dont le nombre est divisé par deux avec arrondi à l'unité impaire supérieure si ce nombre n'est pas entier impair, assorti de conditions de seuils minimaux. Dans la Manche, le nombre de cantons passe ainsi de 52 à 27.
Le canton de Condé-sur-Vire est formé des communes des anciens cantons de Tessy-sur-Vire (quatorze communes) et de Torigni-sur-Vire (quinze communes). Il est entièrement inclus dans l'arrondissement de Saint-Lô. Le bureau centralisateur est situé à Condé-sur-Vire.
Les limites départementales, d'arrondissements et cantonales sont modifiées par décret du 26 décembre 2017 : le territoire communal de Pont-Farcy est rattaché au département de la Manche le 1er janvier 2018 en vue de l'extension de la commune nouvelle de Tessy-Bocage.
La limite évolue légèrement le 1er octobre 2018 avec un transfert d'une bande de terrain entre la commune du Mesnil-Opac et du Mesnil-Herman par décret du conseil d'État du 28 septembre 2018.

## Représentation
| Période élective | Période élective | Mandat | Mandat   | Identité              | Nuance | Nuance | Qualité |
| ---------------- | ---------------- | ------ | -------- | --------------------- | ------ | ------ | --- |
| 2015             | 2021             | 2015   | 2021     | Michel de Beaucoudrey |        | DVD    | Maire de Beaucoudray (depuis 1995) |
| 2015             | 2021             | 2015   | 2021     | Marie-Pierre Fauvel   |        | DVD    | Secrétaire de mairie Vice-présidente du conseil départemental (2015-2021) Maire de Saint-Jean-d'Elle (depuis 2020) Maire de Rouxeville (2008-2015) Ancienne conseillère générale du canton de Torigni-sur-Vire (2011-2015) |
| 2021             | 2028             | 2021   | en cours | Michel de Beaucoudrey |        | DVD    | Conseiller sortant |
| 2021             | 2028             | 2021   | en cours | Marie-Pierre Fauvel   |        | HOR    | Conseillère sortante |

### Résultats détaillés

#### Élections de mars 2015
À l'issue du 1er tour des élections départementales de 2015, trois binômes sont en ballottage : Michel de Beaucoudrey et Marie-Pierre Fauvel (DVD, 40,59 %), Patricia Auvray-Levillain et Laurent Pien (DVD, 32,58 %) et Cindy Créteur et Patrick Lebourgeois (FN, 26,82 %). Le taux de participation est de 53,15 % (7 559 votants sur 14 222 inscrits) contre 50,67 % au niveau départemental et 50,17 % au niveau national.
Au second tour, Michel de Beaucoudrey et Marie-Pierre Fauvel (DVD) sont élus avec 44,57 % des suffrages exprimés et un taux de participation de 53,83 % (3 241 voix pour 7 656 votants et 14 223 inscrits).

#### Élections de juin 2021
Le premier tour des élections départementales de 2021 est marqué par un très faible taux de participation (33,26 % au niveau national). Dans le canton de Condé-sur-Vire, ce taux de participation est de 31,57 % (4 751 votants sur 15 047 inscrits) contre 32,67 % au niveau départemental. À l'issue de ce premier tour, deux binômes sont en ballottage : Michel de Beaucoudrey et Marie-Pierre Fauvel (DVD, 36,51 %) et Michaël Grandin et Annick Lenesley (DVC, 32,88 %).
Le second tour des élections est marqué une nouvelle fois par une abstention massive équivalente au premier tour. Les taux de participation sont de 34,36 % au niveau national, 32,63 % dans le département et 32,47 % dans le canton de Condé-sur-Vire. Michel de Beaucoudrey et Marie-Pierre Fauvel (DVD) sont élus avec 52,48 % des suffrages exprimés (2 366 voix pour 4 888 votants et 15 052 inscrits),,.

## Composition
Lors de sa création, le canton de Condé-sur-Vire comprenait vingt-neuf communes entières.
À la suite du regroupement du Mesnil-Raoult au 1er janvier 2016 puis Troisgots au 1er janvier 2017 avec Condé-sur-Vire et aux créations, au 1er janvier 2016, des communes de Moyon Villages par regroupement de trois communes, de Saint-Jean-d'Elle par regroupement de cinq communes (dont quatre du canton), de Tessy-Bocage par regroupement de deux communes, de Torigny-les-Villes par regroupement de quatre communes, et au 1er janvier 2017 de Saint-Amand-Villages par regroupement de deux communes, le canton est composé de seize communes entières et d'une fraction de commune.
En 2018, la commune nouvelle de Saint-Jean-d'Elle était toujours sur deux cantons, à savoir le canton de Condé-sur-Vire et celui de Pont-Hébert pour la commune déléguée de Notre-Dame-d'Elle ; pour coller au code général des collectivités, le conseil municipal a suivi la décision du préfet et a proposé de rattacher Saint-Jean-d'Elle au seul canton de Condé-sur-Vire. Cette décision est prise dans le décret du 5 mars 2020. Le canton compte désormais dix-sept communes entières.
| Nom                                    | Code Insee | Intercommunalité  | Superficie (km2) | Population (dernière pop. légale) | Densité (hab./km2) | Modifier                                    |
| -------------------------------------- | ---------- | ----------------- | ---------------- | --------------------------------- | ------------------ | ------------------------------------------- |
| Condé-sur-Vire (bureau centralisateur) | 50139      | CA Saint-Lô Agglo | 36,36            | 4 136 (2022)                      | 114                | modifier les données · modifier les données |
| Beaucoudray                            | 50039      | CA Saint-Lô Agglo | 4,70             | 136 (2022)                        | 29                 | modifier les données · modifier les données |
| Beuvrigny                              | 50050      | CA Saint-Lô Agglo | 6,77             | 130 (2022)                        | 19                 | modifier les données · modifier les données |
| Biéville                               | 50054      | CA Saint-Lô Agglo | 5,56             | 196 (2022)                        | 35                 | modifier les données · modifier les données |
| Domjean                                | 50164      | CA Saint-Lô Agglo | 16,57            | 998 (2022)                        | 60                 | modifier les données · modifier les données |
| Fourneaux                              | 50192      | CA Saint-Lô Agglo | 3,34             | 131 (2022)                        | 39                 | modifier les données · modifier les données |
| Gouvets                                | 50214      | CA Saint-Lô Agglo | 11,01            | 291 (2022)                        | 26                 | modifier les données · modifier les données |
| Lamberville                            | 50261      | CA Saint-Lô Agglo | 7,12             | 167 (2022)                        | 23                 | modifier les données · modifier les données |
| Montrabot                              | 50351      | CA Saint-Lô Agglo | 3,86             | 79 (2022)                         | 20                 | modifier les données · modifier les données |
| Moyon Villages                         | 50363      | CA Saint-Lô Agglo | 32,94            | 1 465 (2022)                      | 44                 | modifier les données · modifier les données |
| Le Perron                              | 50398      | CA Saint-Lô Agglo | 4,66             | 193 (2022)                        | 41                 | modifier les données · modifier les données |
| Saint-Amand-Villages                   | 50444      | CA Saint-Lô Agglo | 38,19            | 2 523 (2022)                      | 66                 | modifier les données · modifier les données |
| Saint-Jean-d'Elle                      | 50492      | CA Saint-Lô Agglo | 33,72            | 2 535 (2022)                      | 75                 | modifier les données · modifier les données |
| Saint-Louet-sur-Vire                   | 50504      | CA Saint-Lô Agglo | 7,33             | 209 (2022)                        | 29                 | modifier les données · modifier les données |
| Saint-Vigor-des-Monts                  | 50563      | CA Saint-Lô Agglo | 15,74            | 283 (2022)                        | 18                 | modifier les données · modifier les données |
| Tessy-Bocage                           | 50592      | CA Saint-Lô Agglo | 34,24            | 2 219 (2022)                      | 65                 | modifier les données · modifier les données |
| Torigny-les-Villes                     | 50601      | CA Saint-Lô Agglo | 39,23            | 4 441 (2022)                      | 113                | modifier les données · modifier les données |
| Canton de Condé-sur-Vire               | 5009       |                   | 301,34           | 20 132 (2022)                     | 67                 | modifier les données                        |

## Démographie
En 2022, le canton comptait 20 132 habitants, en évolution de +0,77 % par rapport à 2016 (Manche : −0,31 %, France hors Mayotte : +2,11 %).
| 2013   | 2018   | 2022   |
| ------ | ------ | ------ |
| 19 448 | 19 818 | 20 132 |